# Zied Ghanney
Zied Ghanney (arabe : زياد الغناي), né le 23 avril 1991 à Nabeul, est un homme politique tunisien.
Il est député à l'Assemblée des représentants du peuple (ARP) depuis les élections législatives de 2019.

## Biographie
Après avoir obtenu un baccalauréat en section mathématiques, il obtient une licence en chimie organique puis intègre l'université Paris-Est-Créteil-Val-de-Marne pour y étudier la chimie quantique. En parallèle, il y travaille aussi comme fonctionnaire au service de santé.
Il est membre fondateur du Courant démocrate et devient membre de son conseil national ; il est membre du bureau politique à partir de son élection en mars 2016.
Le 9 juin 2023, résident en France, il révèle qu'il fait l'objet d'une interdiction de voyage émise par le tribunal de première instance de Tunis, en raison de sa participation à la plénière virtuelle de l'ARP dissoute en mars 2022,.